# Swiss Market Index

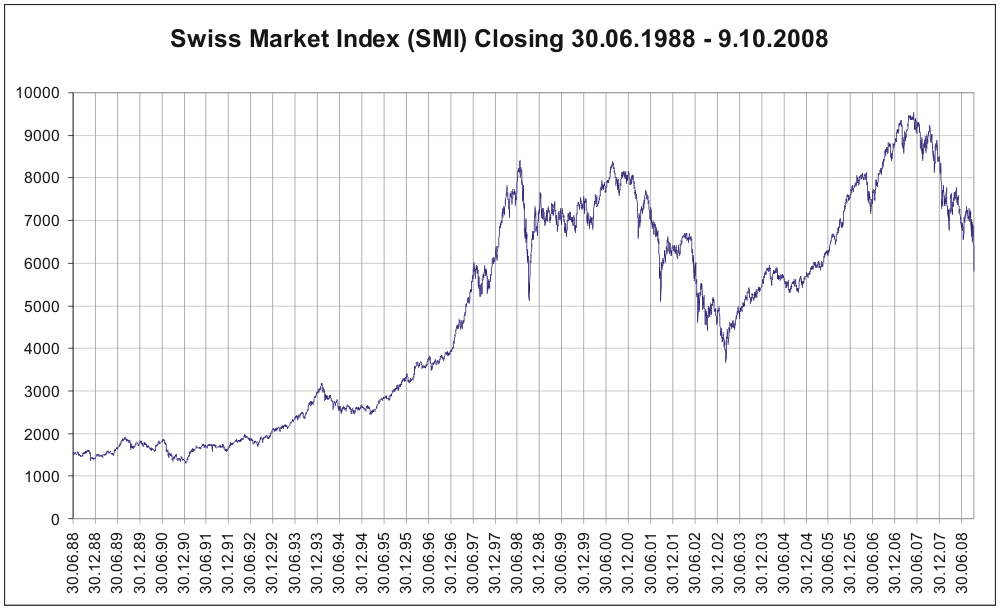
Historyczne notowania indeksu SMI

Swiss Market Index, SMI, SMI20, SUI20 (od fr. Suisse), CH20 (od dwuliterowego kodu państwa) – indeks giełdowy spółek notowanych na Szwajcarskiej Giełdzie Papierów Wartościowych (Swiss Exchange). W skład indeksu wchodzą akcje 20 spółek. Kapitalizacja na koniec 2013 roku wyniosła 1,04 bln franków.
Swiss Market Index wystartował 30 czerwca 1988 roku z poziomu 1.500 punktów. Najwyższy poziom osiągnął w 2007 roku – 9548 punktów, a największy dołek w 2003 roku – 3618 punktów.

## Skład indeksu
Spółki i ich udział w indeksie (stan: marzec 2015):
- Novartis, 22,43%
- Nestlé, 21,47%
- Roche, 17,09%
- UBS, 5,81%
- Zurich Insurance Group(inne języki), 4,47%
- ABB, 4,33%
- Richemont, 3,71%
- Credit Suisse, 3,62%
- Swiss Re, 2,93%
- Syngenta(inne języki), 2,79%
- Holcim, 1,49%
- Givaudan, 1,32%
- Adecco, 1,32%
- Swisscom(inne języki), 1,29%
- Geberit, 1,25%
- Actelion(inne języki), 1,17%
- Swatch, 1,15%
- Julius Baer, 0,99%
- SGS S.A., 0,92%
- Transocean, 0,45%